# Lafitte-sur-Lot
Lafitte-sur-Lot é uma comuna francesa na região administrativa da Nova Aquitânia, no departamento Lot-et-Garonne. Estende-se por uma área de 15,89 km². Em 2010 a comuna tinha 836 habitantes (densidade: 52,6 hab./km²).